# Mission de renforcement des capacités des Forces de Sécurité intérieure du Mali
EUCAP Sahel Mali est une mission européenne civile non exécutive de soutien aux Forces de Sécurité Intérieure (FSI) maliennes. Elle relève de la Politique de Sécurité et de Défense Commune (PSDC) de l’Union européenne et a son siège à Bamako.  
A ce titre, elle assiste et conseille les FSI dans la mise en œuvre de la Réforme du Secteur de la Sécurité (RSS), en mettant l’accent sur le renforcement de leurs capacités structurelles et logistiques, ainsi que sur le renforcement de la collaboration entre les FSI et la population. EUCAP Sahel Mali promeut également le respect des droits humains et l’égalité entre les femmes et les hommes, notamment au sein des FSI.  

## Contexte
EUCAP Sahel Mali a été lancée le 15 janvier 2015 à l'invitation du gouvernement malien, avec un mandat initial de deux ans, renouvelable. Ce mandat a été proroge à plusieurs reprises afin de répondre à l’évolution du contexte sécuritaire et aux besoins des autorités maliennes.
La mission a pour objectif de permettre aux autorités maliennes de restaurer et de maintenir l’ordre constitutionnel et démocratique, de favoriser les conditions d’une paix durable au Mali, ainsi que de renforcer l’autorité et la légitimité de l’Etat sur l’ensemble du territoire, grâce à un redéploiement effectif de son administration.

## Mandat
Le 27 janvier 2025, le mandat d’EUCAP Sahel Mali a été prorogé par Décision 2025/166 du Conseil de l’Union européenne jusqu'au 31 janvier 2027.
Afin de soutenir la mise en œuvre de la réforme du secteur de la sécurité et de la justice, définie par le gouvernement du Mali, la Mission accompagne et soutient le renforcement des capacités des FSI, des acteurs de la justice et de la société civile dans plusieurs domaines. Ces domaines vont de la gestion des ressources humaines à l’état de droit, en passant par la gestion intégrée des frontières, la lutte contre la traite des êtres humains, la gestion des crises et des catastrophes naturelles et, la lutte contre le terrorisme et la criminalité transnationale organisée.  
La Mission contribue également, avec une attention particulière, au renforcement du rôle des autorités administratives et judiciaires, en soutenant les efforts de prévention de la corruption et de la lutte contre l’impunité. 
Les actions de renforcement des capacités et de conseil stratégique, menées tant au niveau ministériel qu’auprès des structures des FSI, s’accompagnent de la mise en œuvre de projets concrets visant à appuyer durablement la réforme du secteur de la sécurité et de la justice.
Les projets de la Mission, agréés sur la base des priorités définies en concertation avec les partenaires maliens, visent à améliorer les moyens logistiques des FSI et du secteur de la justice, afin qu’ils puissent accomplir leur mission au service de la population dans les meilleures conditions. Cela se traduit notamment par la construction ou la rénovation d’infrastructures ainsi que par la fourniture d’équipements.

## Priorités opérationnelles
Le 10 janvier 2023, la Décision 2023/96 du Conseil de l’Union européenne a été adoptée pour soutenir la structure et les activités de la Mission à l'évolution de l'environnement opérationnel et aux besoins de ses partenaires et notamment pour : 
- Améliorer l’efficacité opérationnelle des forces de sécurité intérieure ;
- Rétablir les chaînes hiérarchiques respectives des forces de sécurité intérieure, en assurant une gestion plus cohérente des ressources ;
- Renforcer le rôle des autorités administratives et judiciaires, notamment en contribuant à la prévention de la corruption et de l’impunité ;
- Faciliter le redéploiement des forces de sécurité intérieure vers le centre du Mali (si les conditions le permettent), ainsi que leur déploiement dans le sud du Mali, en mettant l’accent sur la Police Nationale ;
- Soutenir le redéploiement des autorités administratives civiles au centre du Mali, dans le respect des principes de bonne gouvernance.

## Coordination avec les partenaires maliens et internationaux
Afin d’atteindre ses objectifs, la Mission collabore étroitement avec les autorités maliennes et elle coordonne ses activités avec la Délégation de l’Union européenne et d'autres partenaires internationaux comme les agences, fonds et programmes des Nations Unies présent au Mali, les organisations internationales et les organisations non-gouvernementales. Cette coordination vise à garantir une approche intégrée et cohérente du développement du secteur de la sécurité et à contribuer ainsi à renforcer la stabilité, la sécurité et le développement du Mali.
La Mission assume la responsabilité administrative de la Cellule Régionale de Conseil et de Coordination (RACC), basée en Mauritanie, qui déploie des experts de l'UE au Burkina Faso, au Mali, en Mauritanie, au Niger et au Tchad.

## Organisation
Depuis le 11 avril 2023, le Chef de Mission est un diplomate danois, Peter Kolding.
De 15 janvier 2021 jusqu'à 31 janvier 2023, c'est le Commissaire Général de Police Hervé Flahaut qui était le chef de mission.
Du 1er octobre 2017 au 31 décembre 2020, le Chef de Mission a été l'officier de gendarmerie français Philippe Rio.
Le premier Chef de Mission était le diplomate allemand Albrecht Conze.

## Sources

## Compléments